# Didier Comès
Dieter Herman Comès (mais conhecido pela versão francesa do seu nome Didier) é um argumentista e desenhador de banda desenhada belga.

## Biografia
Didier Comès nasceu em 11 de fevereiro de 1942 em Sourbrodt, na Bélgica, durante a ocupação nazi. Filho de mãe de expressão francesa e de pai de expressão alemã, cresceu entre os dois mundos, sem nunca se identificar completamente com nenhum, definindo-se a si próprio como "um bastardo de duas culturas".

## Álbuns

### Em Portugal
- Silêncio. Bertrand Editora, fevereiro de 1993 ISBN 072-25-0766-4 Erro de parâmetro em {{ISBN}}: soma de verificação